# Trachylepis aurata
Espèce
Synonymes
- Lacerta aurata Linnaeus, 1758
- Mabuya aurata (Linnaeus, 1758)
- Euprepis fellowsii Gray, 1845
- Mabuya aurata fellowsii (Gray, 1845)
- Mabuya transcaucasica Chernov, 1926
- Euprepes affinis De Filippi, 1865
- Mabuya aurata affinis (De Filippi, 1865)

Statut de conservation UICN

 LC  : Préoccupation mineure
Trachylepis aurata est une espèce de sauriens de la famille des Scincidae.

## Répartition

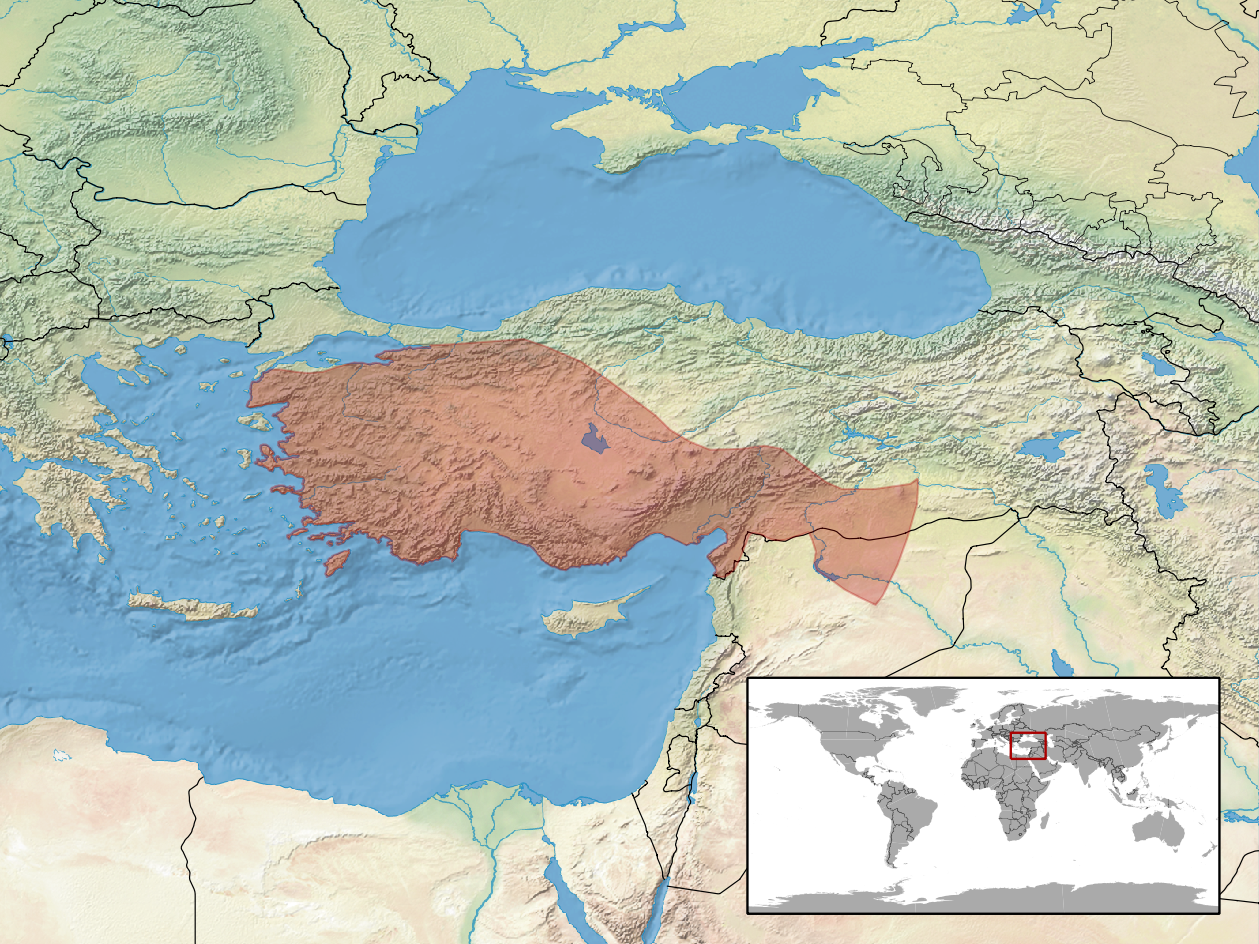
Distribution

Cette espèce se rencontre en Grèce, en Turquie, en Syrie et en Iran,.

## Liste des sous-espèces
Selon The Reptile Database (12 décembre 2013) :
- Trachylepis aurata aurata (Linnaeus, 1758) de Grèce, de Turquie et de Syrie
- Trachylepis aurata transcaucasica (Chernov, 1926) d'Iran

## Taxinomie
La sous-espèce Trachylepis aurata septemtaeniata a été élevée au rang d'espèce.

## Publications originales
- Chernov, 1926 : Sur la connaissance de la faune herpetologique d'Armenie et de la contree du Nakhiezevan. Bulletin des Sciences de l'Institut d'Exploration de la région Caucase Nord Vladicaucase, vol. 1, p. 63-72.
- Linnaeus, 1758 : Systema naturae per regna tria naturae, secundum classes, ordines, genera, species, cum characteribus, differentiis, synonymis, locis, ed. 10 (texte intégral).